# Ruben Gelbord
Ruben "Massa" Gelbord, född 25 april 1878 i Augustova, Ryssland, död 15 december 1945, var en svensk fotbollsledare.
Gelbord kom till Sverige som tolvåring, och var aktiv i allmän idrott och fotboll i IK Svea. Han spelade 1903 back i AIK:s A-lag i fotboll, men blev framför allt känd som ledare i klubben, som ledamot i Svenska Fotbollförbundets uttagningskommitté (1912–1920 och 1922–1933) och som styrelseledamot i SvFF (1907–1933). Han var även verksam som fotbollsdomare.
År 2022 valdes han in i Svensk fotbolls Hall of Fame.